# 右旗一
天鷹座μ，中名右旗一,又名BD+07 4132，HD 184406、SAO 124799、HR 7429，是天鷹座的一颗恒星，视星等为4.45，位于銀經44.41，銀緯-6.01，其B1900.0坐标为赤經19h 29m 12.2s，赤緯+7° -6.01′ 0″。